# Юдин, Андрей Юрьевич
Андрей Юрьевич Юдин (11 июня 1967, СССР) — российский футболист, игрок в мини-футбол. Игрок сборной СНГ.

## Биография
Юдин является воспитанником московской спортивной школы «Медик». Первой его команда стал «Мослифт», где он играл два года. А в 1991 году он стал игроком московского мини-футбольного клуба «Дина».
В «Дине» Андрей провёл восемь лет, за которые восемь раз становился чемпионом страны, шесть раз выигрывал национальный кубок, трижды становился победителем Турнира европейских чемпионов и однажды брал Межконтинентальный кубок. Но при этом в отличие от большинства своих одноклубников он почти не вызывался в сборную. На его счету только два товарищеских матча в составе сборной СНГ.
После 1999 года Юдин два года был играющим тренером дубля «Дины», а затем отправился выполнять аналогичную работу в азербайджанский «Туран Эйр». В его составе он стал чемпионом Азербайджана сезона 2001/02 и принял участие в Кубке УЕФА по мини-футболу. Затем Андрей три года тренировал московский «Арбат», после чего вернулся в «Дину».
С 2005 по 2019 год Юдин был тренером «Дины». Дважды он возглавлял команду, а в промежутках между этим тренировал сборную Азербайджана.

## Достижения
- Чемпион России по мини-футболу (7): 1992/93, 1993/94, 1994/95, 1995/96, 1996/97, 1997/98, 1998/99; 2013/14 (в качестве тренера).
- Обладатель кубка России по мини-футболу (6): 1992, 1993, 1995, 1996, 1997, 1998
- Турнир европейских чемпионов по мини-футболу (3): 1995, 1997, 1999
- Межконтинентальный Кубок по мини-футболу 1997
- Обладатель Кубка Высшей Лиги 1995
- Чемпион Азербайджана по мини-футболу 2001/02